# Nick Wechsler (productor de cine)
Nick Wechsler (nacido el 19 de octubre de 1949) es un productor de cine estadounidense.

## Carrera
Antes de centrarse exclusivamente en la producción de cine, Wechsler comenzó su carrera como abogado de entretenimiento, luego trasladándose a mánager musical. Sus clientes incluyeron a Steve Earle, John Lydon (también conocido como Johnny Rotten), Michael Penn, Chris Whitley, y el guitarrista de The Band, Robbie Robertson.
La carrera como productor de cine de Wechsler implica una mezcla de películas independientes y de estudio, tales como la ganadora de la Palma de Oro de 1989 Sex, Lies, and Videotape, el ganador del Globo de Oro de 1991 The Player, la nominada al Oscar 2006 North Country, y la selección a la competición principal de Cannes en 2007 We Own the Night. Wechsler fue el fundador y copresidente de gestión y producción de la empresa Industry Entertainment.
En 2005, Wechsler estableció Nick Wechsler Productions, una productora de cine independiente. A través de la colaboración con los cineastas, la compañía busca producir «películas de entretenimiento inteligente con una perspectiva global».
Produjo Magic Mike de Steven Soderbergh (2012), protagonizada por Channing Tatum y Matthew McConaughey; The Host, protagonizada por Saoirse Ronan, y ahora se ha producido dos películas escritas por el ganador del premio Pulitzer Cormac McCarthy; La carretera, dirigida por John Hillcoat, y The Counselor (2013), dirigida por Ridley Scott, protagonizada por Brad Pitt, Michael Fassbender y Cameron Diaz. También produjo el tercer largometraje aclamado de Jonathan Glazer, Under the Skin, protagonizada por Scarlett Johansson, que se estrenó en el Festival Internacional de Cine de Toronto en 2013. Tras el éxito de Magic Mike, que recaudó $170 millones en todo el mundo, Wechsler ha vuelto a formar equipo con Channing Tatum, Reid Carolin, Steven Soderbergh y Gregory Jacobs para producir la secuela de Magic Mike, Magic Mike XXL en el otoño de 2014.

## Vida personal
Se casó con la modelo/actriz Stephanie Romanov el 26 de diciembre de 2001 en Camboya. El 1 de junio de 2005, ella dio a luz a su hija, Lily Andreja Romanov-Wechsler.